# Трети кичевски народоосвободителен партизански отряд
Трети кичевски народоосвободителен партизански отряд (на македонска литературна норма: Трети кичевски народноослободителен партизански одред) е комунистическа партизанска единица във Вардарска Македония, участвала в комунистическата съпротива във Вардарска Македония.

## Създаване
Създаден е през лятото на 1944 година като районен партизански отряд. През септември същата година се влива в състава на четиридесет и осма македонска дивизия на НОВЮ.